# Рвотные средства
Рвотные средства — лекарственные средства, вызывающие рвоту.
У рвотных средств есть два основных механизма действия: через воздействие на хеморецепторы рвотного центра, расположенного в продолговатом мозге (например, апоморфин), и через раздражение слизистой оболочки желудка и двенадцатиперстной кишки (точнее — раздражение окончаний блуждающего нерва в слизистой оболочке) и рефлекторное возбуждение рвотного центра (например, ипекакуана и термопсис). В качестве рвотного средства второго рода может применяться переполнение желудка теплой водой, или раствором соли, или мыльной водой, или теплым молоком. Лекарственные средства первого рода действуют в малых дозах и не требует орального приема препарата, однако они не эффективны, если подавлена возбудимость рвотного центра (например, при наркозе).
Рвотные средства применяют для удаления из желудка недоброкачественных продуктов питания и ядовитых веществ при отравлениях, если невозможно провести промывание желудка.
Рвотные средства в небольших дозах применяют как отхаркивающие.
Используются также при лечении хронического алкоголизма для образования условного рвотного рефлекса на вкус и запах алкоголя, что достигается введением рвотного в сочетании с приёмом алкоголя.